# Regina Fritsch
Pour les articles homonymes, voir Fritsch.
Regina Fritsch, née en 1964 à Hollabrunn (en Basse-Autriche), est une actrice autrichienne, membre de la troupe du Burgtheater depuis 1985 et titulaire, depuis 2014, de l'anneau d'Alma Seidler qui lui a été transmis de l'actrice suissesse Annemarie Düringer.

## Biographie
Regina Fritsch est l'épouse de l'acteur Ulrich Reinthaller (de) et la mère de l'actrice Alina Fritsch (de).

## Filmographie partielle

### Au cinéma
- 1985 : Die Praxis der Liebe : Flegel's Sister
- 1993 : Der Nachbar : Elena
- 1993 : Rosalinas Haus
- 1995 : Frère sommeil (Schlafes Bruder) de Joseph Vilsmaier : Hebamme / Midwife
- 1998 : Drei Herren : Kamilla
- 1999 : Untersuchung an Mädeln
- 2004 : Hôtel de Jessica Hausner : Mrs. Karin

## Récompenses et distinctions
- 2008 : Prix Nestroy de la meilleure actrice pour son rôle de Nawal dans Incendies
- 2014 : anneau d'Alma Seidler
- Kammerschauspieler